# امین سابیتوغلو
امین ثابت‌اوغلو (ترکی آذربایجانی: Emin Sabitoğlu؛ با نام کامل امین ثابت‌اغلو محمودُف ترکی آذربایجانی: Emin Sabit oğlu Mahmudov; ۲ نوامبر ۱۹۳۷ – ۱۸ نوامبر ۲۰۰۰) موسیقی‌دان اهل جمهوری آذربایجان بود. پدر او ثابت رحمان از نویسندگان آذربایجان شوروی بود.